# Sairocarpus coulterianus
Sairocarpus coulterianus là một loài thực vật có hoa trong họ Mã đề. Loài này được (Benth.) D.A. Sutton miêu tả khoa học đầu tiên năm 1988.